# شون دويل
شون دويل هو ممثل كندي، ولد في 19 سبتمبر 1968 في كندا. من الجوائز التي نالها جائزة دورا مافور مور ‏.

## أعمال

### أفلام
- (2000) تردد[5][6]

### مسلسلات
- حدود
- ذا إكسبانس

## جوائز
- جائزة دورا مافور مور [الإنجليزية]‏

## وصلات خارجية
- شون دويل على موقع IMDb (الإنجليزية)
- شون دويل على موقع قاعدة بيانات الفيلم (الإنجليزية)